# Nowe Monasterzysko
Nowe Monasterzysko (deutsch Neu Münsterberg) ist ein Dorf in der polnischen Woiwodschaft Ermland-Masuren. Es gehört zur Stadt-und-Land-Gemeinde Młynary (Mühlhausen i. Ostpr.) im Powiat Elbląski (Kreis Elbing).

## Geographische Lage
Nowe Monasterzysko liegt im Nordwesten der Woiwodschaft Ermland-Masuren, 17 Kilometer nördlich der früheren Kreisstadt Preußisch Holland (polnisch Pasłęk) bzw. 18 Kilometer nordöstlich der heutigen Kreismetropole Elbląg (Elbing).

## Geschichte

### Ortsgeschichte
Das seinerzeitige Neu Münsterberg – vor 1900 Neumünsterberg geschrieben – wurde am 28. Mai 1874 Amtsdorf und damit namensgebend für einen Amtsbezirk im ostpreußischen Kreis Preußisch Holland im Regierungsbezirk Königsberg. Er bestand bis 1945. In dem Amtsbezirk war Neu Münsterberg sowohl als Landgemeinde als auch als Gutsbezirk vertreten, wobei im Jahre 1910 das Gut 123 und die Gemeinde 215 Einwohner zählte.
Am 30. September 1928 hatte die Zweiteilung ein Ende: der Gutsbezirk Neu Münsterberg wurde in die Landgemeinde Neu Münsterberg eingegliedert. Die Zahl der Einwohner der auf diese Weise neu formierten Gemeinde belief sich 1933 auf 271 und 1939 auf 258.
In Kriegsfolge fiel das gesamte südliche Ostpreußen 1945 an Polen. Neu Münsterberg erhielt die polnische Namensform „Nowe Monasterzysko“ und ist heute eine Ortschaft im Verbund der Gmina Młynary (Stadt-und-Land-Gemeinde Mühlhausen i. Ostpr.) im Powiat Elbląski (Kreis Elbing), von 1975 bis 1998 der Woiwodschaft Elbląg, seither der Woiwodschaft Ermland-Masuren zugehörig. Im Jahre 2021 zählte Nowe Monasterzysko 197 Einwohner.

### Amtsbezirk Neu Münsterberg (1874–1945)
Zum Amtsbezirk Neu Münsterberg gehörten die Landgemeinden bzw. Gutsbezirke:
| Deutscher Name                               | Polnischer Name                      | Anmerkungen                                  |
| -------------------------------------------- | ------------------------------------ | -------------------------------------------- |
| Adlig Blumenau (LG)                          | Kwietnik                             | 1928 Zusammenschluss zur LG Blumenau         |
| Adlig Blumenau (GB)                          |                                      | 1928 Zusammenschluss zur LG Blumenau         |
| Falkhorst                                    | Sokolnik                             |                                              |
| Gardienen (Forst) (auch: Födersdorf (Forst)) | Gardyny Leśniczówka (auch: Piórkowo) | 1894 zum Ortspolizeibezirk Mühlhausen        |
| Greulsberg                                   | Podgórze                             | 1928 zur Stadtgemeinde Młynary               |
| Lohberg                                      | Płonne                               | 1894 zum Ortspolizeibezirk Mühlhausen        |
| Neu Münsterberg (LG)                         | Nowe Monasterzysko                   |                                              |
| Neu Münsterberg (GB)                         |                                      | 1928 in die LG Neu Münsterberg eingegliedert |
| Schönfließ                                   | Kraskowo                             | 1894 zum Ortspolizeibezirk Mühlhausen        |

## Religion
Nowe Monasterzysko gehört heute wie Neu Münsterberg vor 1945 zur römisch-katholischen Pfarrei Młynary (Mühlhausen) im jetzigen Erzbistum Ermland. Bis 1945 war Neu Münsterberg auch in die evangelische Kirche Schönberg (polnisch Zastawno) in der Kirchenprovinz Ostpreußen der Kirche der Altpreußischen Union eingegliedert. Heute hier lebende evangelische Einwohner orientieren sich zur Kirche in Elbląg (Elbing) in der Diözese Pommern-Großpolen der Evangelisch-Augsburgischen Kirche in Polen.

## Verkehr
Nowe Monasterzysko liegt an einer Nebenstraße, die die polnische Woiwodschaftsstraße 504 (frühere deutsche Reichsstraße 1) bei Milejewo (Trunz) mit den Woiwodschaftsstraßen 505 und 509 bei Młynary (Mühlhausen) miteinander verbindet. Eine von Błudowo (Bludau) über Stare Monasterzysko (Alt Münsterberg) kommende Nebenstraße endet in Nowe Monasterzysko.
Das Dorf verfügt über keine Bahnanbindung.